# Бумажная архитектура

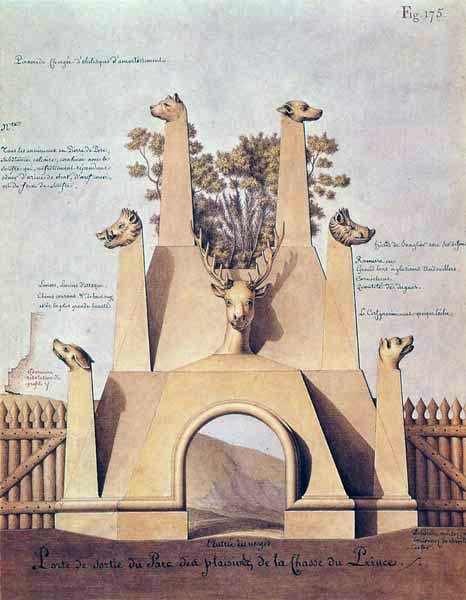
Проект ворот перед охотничьими угодьями. Жан-Жака Лекё. Ок. 1800

Бума́жная архитекту́ра — архитектурные проекты, неосуществимые в реальности из-за своей технической сложности, стоимости, масштабности или цензурных соображений.
«Бумажная архитектура» — искусство утопии. Оно отражает безграничную фантазию автора, являясь опытным полем формальных исканий художественного стиля. При этом «бумажная архитектура», как и научная фантастика, может создаваться для критики современных тенденций или акцентирования внимания на том, что будет возможно в будущем.

## История

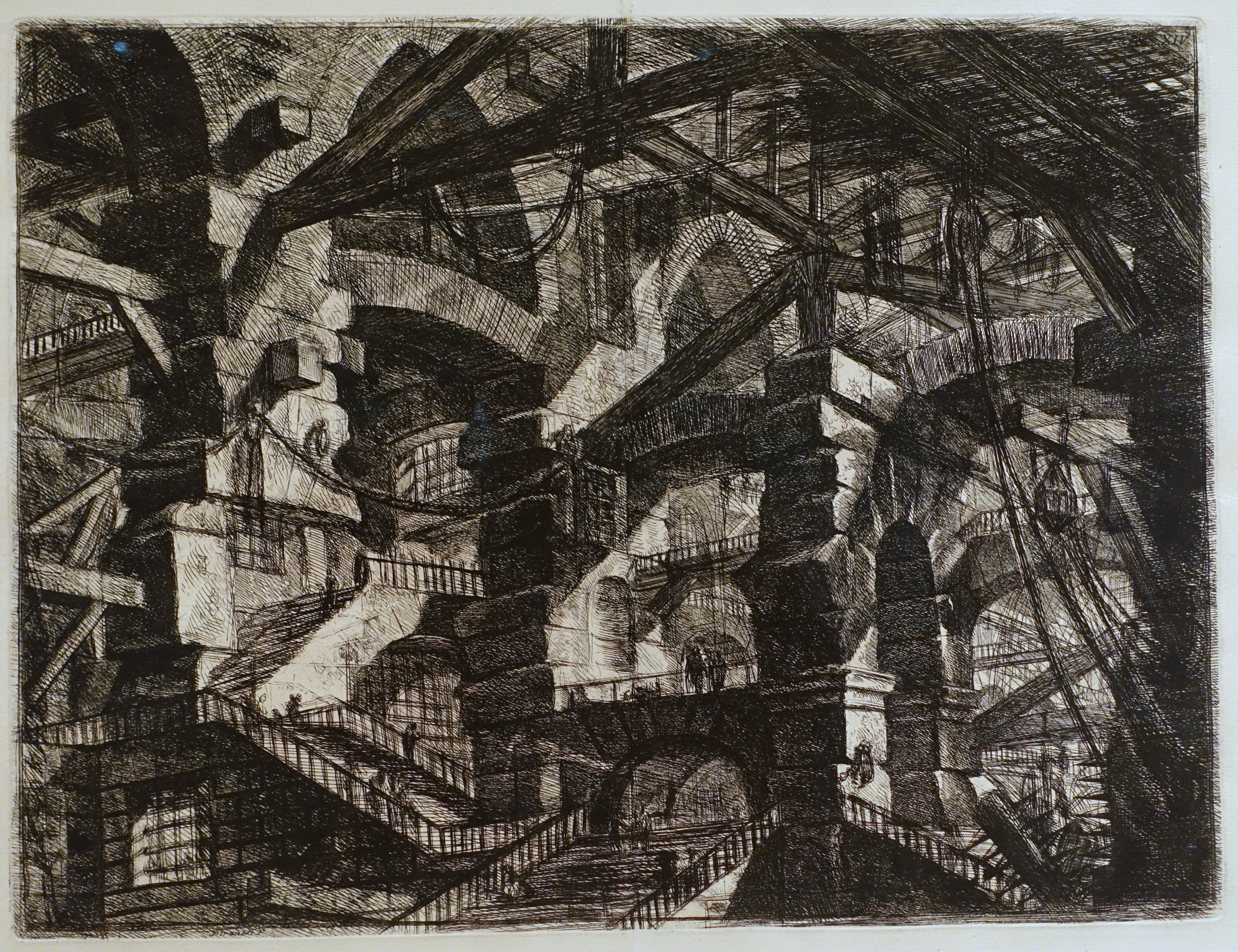
Дж. Б. Пиранези. Готическая арка. XIV лист из серии офортов «Воображаемые тюрьмы». 1745

Термин «бумажная архитектура» начали использовать только в XX веке, но он применяется и к более ранним изображениям. Так, на картине XVI века «Вавилонская башня» Брейгеля-старшего запечатлено воображаемое архитектурное сооружение. Выдающийся мастер, архитектор и художник-гравёр Джованни Баттиста Пиранези за свою жизнь построил только одно здание: церковь Санта-Мария-дель-Приорато (Мальтийского ордена) и оформил площадь Пьяцца Кавальери ди Мальта (Piazza dei Cavalieri di Malta) на Авентинском холме в Риме. Зато он создал огромные серии гравюр с изображениями римской и придуманной им небывалой архитектуры. Поэтому он считается отцом «бумажной архитектуры». Франция эпохи барокко и классицизма была известна многими проектами «бумажной архитектуры» .
Утопические подходы характерны для неоклассически-барочного романтического мышления. В истории искусства схожие функции исполняют композиции художников-орнаменталистов.

### Франция

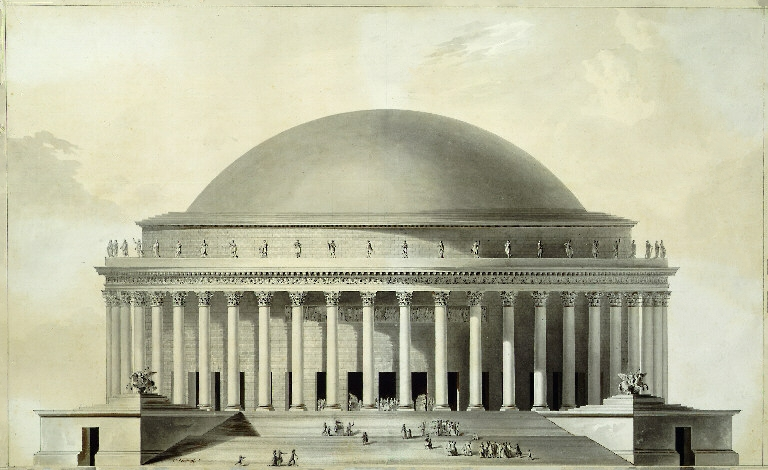
Булле. Проект Оперы

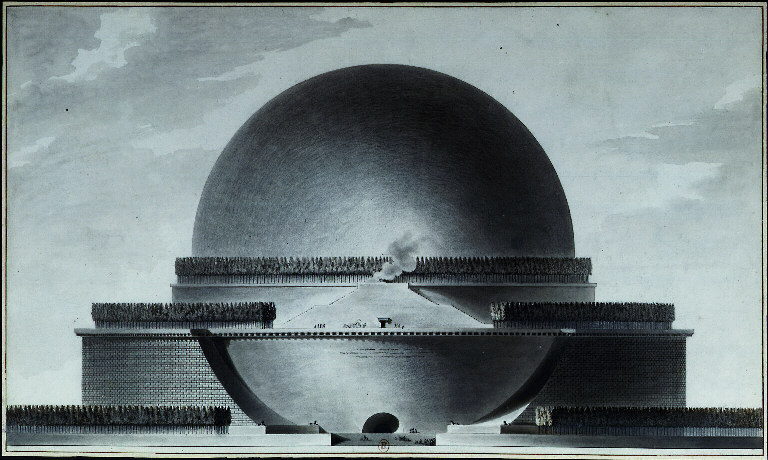
Булле. Проект кенотафа Ньютона

Утопические социальные идеи эпохи Просвещения выразились в деятельности мегаломанов во Франции второй половины XVIII века. К ним принадлежат архитекторы Леду и Булле, представлявшие на конкурсы Парижской Академии архитектуры заведомо невыполнимые проекты гигантских общественных сооружений. С их именами, а также с именем Жан-Жака Лекё связывают возникновение термина «Говорящая архитектура».

### Россия
Концептуальное направление в архитектуре 1980-х годов, возникшее как альтернатива официальной советской архитектуре. Оно появилось, когда молодые архитекторы начали массово участвовать в конкурсах, объявленных западными архитектурными журналами, и получать на них призы. Проекты существовали только на листах ватмана, будучи действительно «бумажной архитектурой». Благодаря этому авторы развязали себе руки; идеи, которые не могли быть реализованы в строительстве, были развиты в форме чисто художественного произведения. Энтузиасты, среди которых были Юрий Аввакумов, Михаил Белов, Александр Бродский, Тотан Кузембаев, Михаил Лабазов, Андрей Савин, Илья Уткин, Михаил Филиппов и другие, придумывали свой архитектурный мир.
Основоположниками являлись Александр Бродский, Илья Уткин, Михаил Белов и Максим Харитонов. Началось все в 1982 году, когда московские архитекторы Михаил Белов и Максим Харитонов получили первую премию на международном конкурсе «Дом-экспонат на территории музея 20-го века», который организовал японский журнал «Japan architect». В 1982—88 годах их работы были отмечены рядом престижных международных премий. Направление появилось вместе с подъёмом свободомыслия в СССР, когда к концу XX века коммунистический режим стал ослабевать. Бродский и Уткин в 1975 году (3-й курс) стали совместно работать над созданием стенгазеты, в которой изобразили какие-то глупости в стиле Брейгеля или Босха. Позже они сработались и без натуги делали задания всех конкурсов с конца 1970-х годов до начала 1990-х в стиле стенгазеты. К каждому заданию они вырабатывали сто вариантов. Они не старались систематизировать свой труд или описать определённую манеру — это задача других. Авторы знали, что их проекты реализованы не будут, поэтому стремились сделать их красивыми графически. По мнению Ильи Валентиновича, их деятельность можно разбить на детский период, период конкурсов, потом японских конкурсов, выставочный.
Вдохновением для «бумажников» служили античные образцы. Илья Уткин признался, что им также нравились Роб Крие и Леон Крие.
Термин «бумажная архитектура» ввёл в употребление в 1984 году художник Юрий Аввакумов. Сам Илья Уткин считает, что это не особенный период в истории архитектуры, а естественное движение природы. Ничего нового с 20-х годов века изобретено не было, однако Аввакумов смог собрать все рисунки вместе и стал организатором выставок в Москве, Волгограде, Любляне, Париже, Милане, Франкфурте, Антверпене, Кёльне, Брюсселе, Цюрихе, Кембридже, Остине, Новом Орлеане, Амхерсте. В 2019 году издательство Гараж выпустило книгу-альбом Аввакумова «Бумажная архитектура. Антология». В неё вошло около 250 проектов более ста авторов, созданных в 1980—1990-е годы. В 2020 году книга была отмечена как «книга года» The Art Newspaper Russia.
В 2000 году России было нечего представить на Венецианской биеннале, выставлены были «бумажные» работы Ильи Уткина с названием «Руины рая». Неожиданно жюри присудило специальный приз «За выдающееся участие в экспозиции российского павильона и яркое выражение образности покинутых руин Утопии» (это первый случай, когда русский архитектор получил премию на Биеннале). Это была премия за серию фотографических работ автора, фиксировавшего разрушение старой Москвы новым стройкомплексом. Получилось, что, думая о будущем, автор представил идеи прошлого.